# Svdden Death
 (avril 2019).
Si vous disposez d'ouvrages ou d'articles de référence ou si vous connaissez des sites web de qualité traitant du thème abordé ici, merci de compléter l'article en donnant les références utiles à sa vérifiabilité et en les liant à la section « Notes et références ».
Danny Howland, plus connu sous le nom de scène Svdden Death (souvent stylisé SVDDEN DEATH) est un compositeur de musique électronique et DJ américain basé à Los Angeles, aux États-Unis.
Depuis 2023, il est membre du trio MASTERHAND aux côtés de Space Laces et d'Eptic.

## Jeunesse
Danny Howland est originaire de la Bay Area (région de la Baie de San Francisco). Sa mère était professeur et son père ingénieur logiciel. Il éprouve un intérêt pour la musique dès son plus jeune âge, en expérimentant avec beaucoup de genres, tels que le jazz, le metal, puis l’électronique.[réf. nécessaire]

## Carrière
Howland commence à produire de la musique sur ordinateur quand il est au lycée, avec le logiciel Ableton. Il devient rapidement passionné par cela. Il commence à produire de l’electro house, puis du hip-hop, et ensuite de la big room mais diverge rapidement vers le dubstep. En mars 2015, il devient actif sous le pseudonyme de Svdden Death (qui signifie « mort subite » en anglais). Il s’inspire du groupe de metal Sudden Death et d’un film homonyme, en remplaçant le U par un V pour se démarquer. Le label Never Say Die a été sa plus grande inspiration quand il a commencé à produire du dubstep, et c’est avec ce dernier qu’il publie son premier EP Spelljam.
Ses multiples collaborations avec des artistes connus de la scène musicale électronique (et pas seulement dubstep) tels que Borgore ou encore Marshmello lui ont grandement fait gagner en popularité.

### Style musical
Comme la plupart des producteurs de riddim et de dubstep, son style musical est assez minimaliste et percutant, mais la particularité de ses basses métalliques et agressives le démarque des autres producteurs. Son mixdown contrasté entre vieux synthés et bruits épiques rendent l’artiste encore plus original. Il est grandement inspiré par les musiques de jeux vidéo, particulièrement anciens, tels que Mortal Kombat. Il utilise Ableton mais aussi Reason pour produire sa musique.[Interprétation personnelle ?]

## Discographie

### Singles, albums et EPs
- 2017, Buygore Records : Eclipse (single)[4]
- 2017, Buygore Records : Execution (single)[5]
- 2017, Never Say Die: Black Label : Prismatic (single)[6]
- 2017, Never Say Die: Black Label : Spelljam EP (avec Somnium Sound)
- 2017, Bassweight Records : Yokai (single)[7]
- 2017 : Take Ya Head Off (single)[8]
- 2017, Never Say Die: Black Label : Welcome to Heck (single avec UBUR)[9]
- 2017, Savage Society Records : Shut 'Em Down (single avec Yakz)[10]
- 2017, Never Say Die: Black Label : Dr. Boy Ball (single)[11]
- 2017, Never Say Die Records : Rock Like This (single avec Yakz)[12]
- 2017, Bite This! : Take Ya Head Off VIP (single)[13]
- 2018, Buygore Records : Angel Style (single avec Somnium Sound)[14]
- 2018, Buygore Records : Svddengore (single avec Borgore)
- 2018, Never Say Die Records : Junkworld EP (avec Subtronics, Yakz et Oddprophet)
- 2018, Bassrush Records : BZZRK (single avec AFK)
- 2018 : VOYD Vol. I (album avec MVRDA et SampliFire)
- 2018, Bassrush Records : BZZRK Remixes (album avec AFK, AOWL, Jkyl & Hyde, Kotori, UBUR et ohi2u)
- 2019 : Savceboys (single avec Oolacile et UBUR)
- 2019, Joytime Collective : Sell Out (single avec Marshmello)
- 2019 : Ichor (single avec Ace Savage)
- 2019 : VOYD Vol. 1.5 (album avec Aweminus, Somnium Sound, MUST DIE! et Yakz)
- 2020 : Crusade (single avec Marshellow)[15]
- 2020 : DEATHMATCH (single avec SNAILS)[15]
- 2020 : Confusion Spell (single)[15]
- 2020 : Blood On Me (single avec SLANDER)[15]
- 2020 : UTAH (single)[16]
- 2021 : Transmutation Sequence (single)[16]
- 2022 : Purgatory (single avec ATLiens)[16]
- 2023 : Born To Suffer (single)[16]

### Remixes
- 2017, Never Say Die Records : Zomboy - Biterz (SVDDEN DEATH Remix)[17]
- 2018, SLUGZ Music : Snails - Smack Up feat. Foreign Beggars (Svdden Death Remix)[18]
- 2018, Joytime Collective : Marshmello - Happier feat. Bastille (Svdden Death Remix)[19]
- 2019, Never Say Die Records : Space Laces & Getter - Choppaz (SVDDEN DEATH Remix)[20]